# 色っぽい女 〜SEXY BABY〜
「色っぽい女 〜SEXY BABY〜」(いろっぽいおんな セクシーベイビー)は、2002年4月17日にzetima（現・UP-FRONT WORKS zetimaレーベル）から発売されたカントリー娘。に石川梨華（モーニング娘。）の3rdシングル。

## 解説
カントリー娘。に石川梨華を加えた3作目で、カントリー娘。としては、7作目のシングルになる。
本作より里田まい（2002年1月2日加入）が新たに参加した。また、初期メンバーのりんねは本作が最後の参加となった。
オリコンチャートでは初登場4位を記録。
カップリング曲「女の子の取り調べタイム(New Version)」は、アルバム『カントリー娘。大全集①』（2001年12月12日発売）の収録曲に里田を加えたものである。

## 収録曲
全作曲：つんく
1. 色っぽい女 〜SEXY BABY〜
作詞：つんく　編曲：鈴木Daichi秀行
2. 女の子の取り調べタイム(New Version)
作詞：まこと&つんく　編曲：高橋諭一
3. 色っぽい女 〜SEXY BABY〜 (Instrumental)

## 参加ミュージシャン
色っぽい女 〜SEXY BABY〜
- プログラミング&ギター：鈴木Daichi秀行
- ギター：山崎淳
- コーラス：つんく

## カバー
- ティファニー - トリビュートアルバム『カバー・モーニング娘。ハロー!プロジェクト!』（2002年12月18日）に収録。